# 瀬峰五輪堂山公園
瀬峰五輪堂山公園（せみねごりんどうやまこうえん）は宮城県栗原市瀬峰にある都市公園である。単に「五輪堂山公園」とも呼ばれる。瀬峰飛行場から蕪栗沼に注いでいる川幅の狭い瀬峰川が瀬峰駅の東側を南下する辺りの東、標高50メートルほどの小高い丘の上にある。
サクラ、フジ、ツツジ、カタクリ、ハギなど四季折々の花が咲き、それぞれの花の名前がついた散歩道が整備されていて、クリ拾いやバードウォッチングも楽しめる。できる限り自然形態を残し、自然環境に接しながら体力づくりやいこいの場所として利用できるように配慮されていて、水辺のこみちなどを散策したり、水辺のひろば・お花見ひろばなど、さまざまな広場でくつろげる。桜の季節には両側が桜並木になっている150メートルほどの遊歩道があるので、いわゆる「桜のトンネル」が楽しめる。「桜の名所・藤の花かおるコミュニティーパーク」がうたい文句で藤の花の季節には藤棚が壮観である。入園自由で、毎年4月下旬には「桜まつり」が開催される。

## 施設・設備
- 管理棟
- 四阿
- トイレ
- 人工池
- 遊歩道
- 滑り台

## アクセス
- JR東日本東北本線瀬峰駅から徒歩で10～15分
- 東北自動車道築館ICから車で10㎞、20分 
  - 駐車場あり 普通車70～80台ほど 無料（直近の東北本線沿いの駐車場と合わせると200台ほどになる。）